# Juchitán de Zaragoza
Juchitán de Zaragoza és un municipi de l'estat d'Oaxaca. Juchitán de Zaragoza és el cap de municipi i principal centre de població d'aquesta municipalitat. Aquest municipi és a la part central de l'estat d'Oaxaca. Limita al nord amb el municipi de Tehuantepec, al sud amb Salina Cruz, a l'oest amb l'Ixtepec i a l'est amb San Mateo del Mar.